# Altaghoney
Altaghoney (em irlandês:  Alt a Chonnaidh) é uma townland de 1.163 acres localizada no Condado de Derry, Irlanda do Norte. Está na paróquia civil de Cumber Upper e no barúntacht histórico de Tirkeeran.

## Arqueologia
Altaghoney contém um círculo de pedras. registrado como Monumento Histórico Programado.